# Three Million Dollars
Three Million Dollars est un film muet américain réalisé par Allan Dwan et sorti en 1911.

## Fiche technique
- Réalisation : Allan Dwan
- Durée : 10 minutes
- Date de sortie :
  - États-Unis : 7 septembre 1911

## Distribution
- J. Warren Kerrigan : Arthur White
- Pauline Bush : Estella
- George Periolat : Joseph Close